# Панькова (Пермский край)
Панькова — деревня в составе Юрлинского муниципального округа в Пермском крае.

## Географическое положение
Деревня находится в центральной части округа на расстоянии примерно 9 километров на запад от села Юрла.

## Климат
Климат умеренно - континентальный. Основные черты температурного режима: холодная продолжительная зима; прохладное лето; частые колебания погоды в весенне - летний периоды; резкие годовые и суточные колебания температуры воздуха. Наиболее холодный месяц – январь со среднесуточной температурой - 15,70 С, наиболее теплый – июль со среднемесячной температурой +17,60 С. Среднегодовая температура-0,80С-1,10 С. Продолжительность безморозного периода 110 дней. 

## История
До 2020 г деревня входила в состав Юрлинского сельского поселения Юрлинского района. После упразднения обоих муниципальных образования непосредственно входит в Юрлинский муниципальный округ.  

## Население
Постоянное население составляло 28 человек (100% русские) в 2002 году,  7 человек в 2010 году.   